# Cortes (Bohol)
Cortes è una municipalità di sesta classe delle Filippine, situata nella Provincia di Bohol, nella Regione del Visayas Centrale.
Cortes è formata da 14 baranggay:
- De la Paz
- Fatima
- Loreto
- Lourdes
- Malayo Norte
- Malayo Sur
- Monserrat
- New Lourdes
- Patrocinio
- Poblacion
- Rosario
- Salvador
- San Roque